# Città di Sassari
Le Città di Sassari était un croiseur auxiliaire de la Regia Marina, anciennement un navire à passagers à vapeur pour les chemins de fer de l'État italien.

## Historique
Construit entre 1909 et 1910, le navire était à l’origine un élégant bateau à vapeur postal des chemins de fer de l’État et devait s’appeler Maddalena, mais le nom a été changé en Città di Sassari immédiatement après le lancement. Après son voyage inaugural en juillet 1910 sur la route de Naples à Palerme, le bateau à vapeur était destiné à la ligne postale reliant Civitavecchia à Olbia et Golfo Aranci,,.
Avant même l’entrée de l’Italie dans la Première Guerre mondiale, le Città di Sassari se retrouve impliqué dans la guerre : dans la nuit du 6 janvier 1915, le paquebot, naviguant de Civitavecchia à Golfo Aranci, est arrêté et inspecté par le destroyer français La Hire qui embarque à son bord trente passagers allemands.
Vingt-quatre jours plus tard, cependant, le navire à vapeur a été le protagoniste d’une histoire différente, lorsque, sous le commandement du cavalier Repetto, il a atteint Civitavecchia à temps malgré une violente tempête.
En janvier 1916, plusieurs mois après l’entrée de l’Italie dans la Première Guerre mondiale, le Città di Sassari est réquisitionné par la Regia Marina, armé et immatriculé comme croiseur auxiliaire, destiné à l’escorte de convois et au transport de troupes,,,.
Le 25 février 1916, le croiseur auxiliaire, sous le commandement du capitaine de frégate Accame, avec le bélier torpilleur Puglia, arriva dans la baie de Durrës et commença à bombarder avec son artillerie les troupes austro-hongroises qui avançaient, sur le point d’occuper le port albanais, que les Italiens abandonnaient. Le même jour, malgré le mauvais temps, le Città di Sassari quitta Durrës avec quatre autres croiseurs et plusieurs destroyers et escorta un convoi de troupes italiennes se repliant de Durrës vers l’Italie. Le 26 février, le navire (avec le croiseur éclaireur Libia, les croiseurs auxiliaires Città di Catania et Città di Siracusa et le vieux croiseur torpilleur Agordat), retourna à Durrës et se mit au mouillage pour bombarder les positions ennemies à Capo Bianco, Rrashbull, altitude 200, ainsi que les hauteurs environnantes, le barrage et la route de Tirana, encore dans le cadre des opérations d’évacuation de Durrës.
Vers le milieu de l’année 1916, le Città di Sassari est affecté au groupe de croiseurs auxiliaires de Brindisi, avec les Città di Cagliari, Città di Siracusa, Città di Catania et Cittá di Messina.
À quatre heures du matin le 1er décembre 1917, le Città di Sassari quitte Villefranche-sur-Mer sous le commandement du capitaine de corvette Guido del Greco, escortant les vapeurs Polinesia, Norden et Villa de Soller,,. À 11h20 le même jour, alors qu’il naviguait entre Ceriale et Loano, le convoi a été attaqué par le sous-marin austro-hongrois U-64,. Touché par une torpille dans la salle des machines, à la hauteur des chaudières, le Città di Sassari coule en quelques minutes,,. L'U-64 a probablement accéléré le naufrage du navire en tirant au canon sur lui.
Quatre hommes de l’équipage du Città di Sassari manquaient à l’appel : le chauffeur A. Araldi, les apprentis chauffeurs S. Canatiello et D. Garofalo et le médecin capitaine G. Garretti, qui se trouvaient dans la zone où la torpille a frappé et ont été tués par l’explosion. Selon une autre source, le médecin capitaine Garretti a perdu la vie dans le naufrage, après avoir soigné les blessés,,. Les 168 autres membres d’équipage ont réussi à abandonner le navire dans les canots de sauvetage avant qu’il ne coule. Huit d’entre eux ont réussi à atteindre Borghetto Santo Spirito, tandis que les 160 autres ont été secourus par le destroyer Granatiere et débarqués à Savone.
Entre l’immédiat après-guerre et 1955, l’épave du croiseur auxiliaire a été partiellement détruite à l’explosif, afin de récupérer autant de métal que possible,. Ce qui reste du navire (à peine plus que le squelette de la coque, avec la partie arrière moins endommagée) repose sur le fond marin entre 25 et 28 mètres de profondeur, à la position 44° 06' 350" N et 8° 15' 265" E (selon une autre source, 44° 05' 96" N et 8° 15' 30" E), au large de Borghetto Santo Spirito.